# Нильсен, Владимир Соломонович
Влади́мир Семёнович (Соломо́нович) Ни́льсен (настоящая фамилия: А́льпер; 3 марта 1906, Санкт-Петербург — 20 января 1938, Москва, СССР) — советский кинооператор, теоретик по вопросам операторского мастерства. Оператор фильмов «Весёлые ребята», «Цирк», «Волга-Волга». Жертва «большого террора». Посмертно реабилитирован 16 мая 1956 года.

## Биография

### Юность и эмиграция
Родился в Санкт-Петербурге в семье инженера Шлёмы Мовшевича (Соломона Моисеевича) Альпера и зубного врача Софьи Моисеевны Альпер. В десять лет увлёкся кинематографом. Соорудил дома кукольный театр, рисовал схемы проекционных аппаратов.
C 1921 года обучался на физико-математическом факультете Петроградского университета, в 1923 году был отчислен как «классово чуждый элемент». Свободно владея немецким языком, нелегально перешёл границу и через Польшу перебрался в Германию.
Поступил в Штрелиц-Мекленбургский политехнический институт, который окончил в 1926 году, получив диплом электротехника. Занимался фотографией, самостоятельно освоил профессию оператора, работал кинохроникёром на нескольких немецких кинофабриках, в частных организациях, стал членом профсоюза работников немецкого кино. В 1924 году вступил в Коммунистический Союз молодёжи Германии, а затем в Компартию Германии, выдав себя за шведа по фамилии Нильсен. В Берлине нашёл дальних родственников, но жил на частных квартирах. Одно время снимал комнату вместе с Николаем Емельяновым — сыном рабочего Н. А. Емельянова, который летом 1917 года прятал Ленина от агентов Временного правительства  в шалаше у Финского залива.
Через год после прибытия в Германию познакомился с секретарём советского торгпредства в Германии Елизаветой Медведовской, которая стала его гражданской женой, секретарём «Инторга» Саулом Гофманом, в лице которого он нашёл друга, влюблённого в кино, и соавтора-переводчика, старшим бухгалтером финотдела и будущим режиссёром Михаилом Дубсоном, главным инженером киноотдела торгпредства Б. А. Лагорио, который помог ему освоить новые типы кинокамер.
Новые друзья познакомили его с заведующей художественно-промышленным отделом торгпредства Марией Фёдоровной Андреевой, актрисой и гражданской женой Максима Горького, которая вскоре поручила ему опекать в Германии советских кинематографистов. В 1925 году в качестве оператора, помощника и переводчика участвовал в съёмках фильма «По Европе» Николая Лебедева, члена правления Ассоциации революционной кинематографии (АРК). Весной 1926 года на одном из закрытых просмотров фильма «Броненосец „Потёмкин“» познакомился с Сергеем Эйзенштейном. «Это гений, я буду с ним работать. И, кажется, он этого хочет», — сказал он Саулу Гофману.

### Возвращение в СССР
В 1927 году Нильсен вернулся в Советскую Россию, работал лаборантом на московской кинофабрике «Совкино», был помощником оператора на фильмах Эйзенштейна «Октябрь» (1927) и «Старое и новое» (1929). Вскоре женился на гражданке Италии «с видом на жительство в СССР» Иде Пензо.
В 1928 году погрузился в комсомольско-молодёжную работу. Прослушав лекции на курсах «по изучению революционного движения за рубежом», «о целях и задачах МОПРа», работал в агитсекции Замоскворецкого райкома комсомола. Отмечен как хороший «докладчик по интернациональным вопросам», а в феврале 1929 года избран председателем интернациональной комиссии МК ВЛКСМ. Часто встречался с иностранной молодёжью на политических диспутах, митингах, торжественных заседаниях, выполнял поручения молодёжной секции Коминтерна.
Несмотря на активную общественную работу, его социальное происхождение, незаконный выезд и проживание за границей и женитьба на гражданке «буржуазного» государства рассматривались сотрудниками ОГПУ как обстоятельства, вызывающие недоверие и подозрение.
Осенью 1929 года по обвинению в незаконном «переходе государственной границы» Нильсен был арестован и через три месяца приговорён к трём годам ссылки. Чтобы избежать ареста жены как ЧСИР, Нильсен на время развёлся с ней, но она поехала в ссылку вместе с ним. Они провели два года на севере (Няндома в Архангельской области, затем в городе Кудымкаре Коми-Пермяцкого округа), где он работал на гидроэлектростанции, преподавал рабочим электротехнику, работал осветителем и киномехаником в местных клубах, оборудовал в старой бане слесарную мастерскую. В 1931 году журнал «Пролетарское кино» опубликовал его статьи о творческом методе оператора и его работе в «реконструктивный период».

### Оператор и теоретик
В 1931 году Нильсен был досрочно освобождён и возвратился с женой в Москву. Три месяца работал в Научно-исследовательском кинофотоинституте (НИКФИ) старшим научным сотрудником, стал оператором «Союзкинохроники», где оставался по 1932 год, когда перешёл на Московскую объединённую кинофабрику «Союзкино» (с 1935 года — «Мосфильм»). По рекомендации Сергея Эйзенштейна начал преподавать в Государственном институте кинематографии (ГИК). В 1935 году был уже доцентом, а в 1936 году его назначили исполняющим обязанности заведующего кафедрой операторского мастерства ВГИКа.
В 1932 году начальник Главного управления кинофотопромышленности СССР (ГУКФ СССР) Борис Шумяцкий, восхищённый представлением «Музыкальный магазин» с участием джаз-коллектива Леонида Утёсова, решил превратить его в кинокомедию. Постановку поручили ученику и помощнику Сергея Эйзенштейна Григорию Александрову. По словам Иды Пензо, Шумяцкий предложил Александрову пригласить Нильсена в качестве оператора, поскольку тот «давно мечтает применить свои новые технические методы в комедийном жанре».
По воспоминаниям современников, Нильсен выступал не только оператором «Весёлых ребят», но и сорежиссёром, участвовал в работе над сценарием, в подборе актёров, разработке и постановке множества трюков, придумал заставку к фильму в виде рисованных портретов Чарли Чаплина, Бастера Китона и Гарольда Ллойда, которые «в картине не участвуют», а также сцену с ласточками на проводах в виде «живых нот». По воспоминаниям Леонида Утёсова, на съёмках Нильсен якобы стал соперником Александрова в борьбе за внимание тогда ещё малоизвестной Любови Орловой. Поначалу она явно симпатизировала Нильсену, флиртовала и с тем, и с другим, но остановила свой выбор на Александрове.
В 1933 году опубликовал книгу «Техника комбинированной киносъёмки». В 1935 году в составе делегации кинематографистов посетил Париж и Голливуд с целью изучения опыта зарубежного кинопроизводства. Стал техническим консультантом ГУКФ СССР. Вместе с Шумяцким работал над книгой «Американская кинематография».
В фильме Григория Александрова «Цирк» (1936) впервые в СССР применил метод рирпроекции и транспарантной съёмки. Отвечал за рирпроекции и другие комбинированные съёмки в фильме Сергея Эйзенштейна «Бежин луг» (1935–1937). В 1936 году в Киноиздате вышла его книга «Изобразительное построение фильма: Теория и практика операторского мастерства».
Весной 1937 года в качестве соавтора сценария, оператора и сорежиссёра приступил к работе над фильмом Григория Александрова «Волга-Волга». В Российском государственном архиве литературы и искусства (РГАЛИ) хранится машинописный вариант режиссёрского сценария с его фундаментальной правкой. О съёмках этого фильма собирался написать книгу.

### Арест и расстрел
22 сентября 1937 года Нильсен возвратился в Москву после съёмок на Урале. Многих его друзей, коллег с «Мосфильма» и «Ленфильма» тем временем объявили врагами народа.
Вечером 8 октября 1937 года был арестован в номере 276 отеля «Метрополь», где проживал с супругой. Осуждён Военной коллегией Верховного суда СССР по статье «шпионаж» УК РСФСР и 20 января 1938 года расстрелян. Место захоронения — общая могила расстрельного полигона Бутово-Коммунарка.
Реабилитирован 16 мая 1956 года определением Военной коллегии Верховного Суда СССР.

### Семья
- Отец — Соломон Моисеевич (Шлёма Мовшевич) Альпер, инженер-строитель, работал управляющим лесопильными заводами, затем владелец акционерного общества гидротехнических сооружений Петербурга. Мать — Софья Моисеевна Альпер, зубной врач.
- Сестра — Эрна Соломоновна Альпер (1914— ?)[13].
- Жена (с 1928 года) — Итте Пензо (Ида Петровна Пензо; 1906—1992), актриса и балерина[13], по второму браку — Фиттерман.

## Фильмография
- 1925 — По Европе (оператор в Германии)
- 1932 — Союзкиножурнал № 53
- 1933 — Интернационал
- 1934 — Весёлые ребята
- 1936 — Цирк (совместно с Б. Петровым)
- 1935—1937 – Бежин луг (оператор комбинированных съёмок)
- 1936 — Доклад тов. Сталина И. В. о проекте Конституции СССР на Чрезвычайном VIII съезде Советов
- 1937 — Памяти Серго Орджоникидзе (спецвыпуск)
- 1937 — Волга-Волга (совместно с Б. Петровым)[комм. 2]

## Награды
- орден «Знак Почёта» — «За заслуги в области кино-операторского искусства» (2 февраля 1937)[15], также был премирован автомобилем М-1

## Память
- В июне 2017 года в Москве на фасаде дома 4 в Малом Палашёвском переулке, где В. С. Нильсен  жил и был прописан, установлен мемориальный знак «Последний адрес»[13];
- В сериале «Утёсов. Песня длиною в жизнь» (2006) Владимира Нильсена сыграл актёр Юрий Якуша;
- В сериале «Орлова и Александров» (2015) Владимира Нильсена сыграл актёр Сергей Чирков.

## Комментарии
1. ↑  В Санкт-Петербурге семья проживала на улице Коломенской, дом № 18[1], позже на улице Можайской, дом № 12[2] и, наконец, на улице Таврической, дом № 45[3].
2. ↑  Съёмки «Волги-Волги» завершал Борис Петров, изначально бывший ассистентом Владимира Нильсена. Долгое время он значился единственным оператором картины[14].